# 广中璃梨佳
广中璃梨佳（日语：／ Hironaka Ririka，2000年11月24日—），日本女子田径运动员，主攻中长跑，2018年亚洲青年田径锦标赛女子1500米金牌得主、2022年亚洲运动会女子10000米，女子5000米银牌得主。